# Ridbok zwyczajny
Ridbok zwyczajny, dawniej także: bohor (Redunca redunca) – gatunek średniej wielkości antylopy, ssaka parzystokopytnego z rodziny wołowatych.

## Występowanie i biotop
Obecny zasięg występowania gatunku obejmuje Afrykę środkową i wschodnią – od Senegalu po centralną Etiopię i na południe do północnej części Demokratycznej Republiki Konga, Rwandy, Burundi i Tanzanii.
Jego siedliskiem są nizinne i górskie podmokłe tereny porośnięte trawą i trzciną.

## Charakterystyka ogólna
| Podstawowe dane         | Podstawowe dane            |
| ----------------------- | -------------------------- |
| Długość ciała           | 115–145 cm                 |
| Wysokość w kłębie       | 65–90 cm                   |
| Długość ogona           | 15–25 cm                   |
| Masa ciała              | 35–65 kg                   |
| Dojrzałość płciowa      | samce 3 lata samice 2 lata |
| Okres godowy            | ?                          |
| Ciąża                   | 7,5 miesiąca               |
| Liczba młodych w miocie | 1–2                        |
| Długość życia           | do 10 lat                  |

### Wygląd
Dymorfizm płciowy jest wyraźnie zaznaczony. Samce mają rogi, są cięższe i większe – osiągają w kłębie 75–90 cm, samice 65–76 cm. Samice mają dwie pary sutków i nie mają rogów. Ubarwienie obydwu płci od żółtawego po czerwonopłowe z białym spodem. Rogi samców, z licznymi, poprzecznymi zgrubieniami osiągają długość 20–41 cm. Wierzchołki rogów skierowane są do przodu. Owłosiony ogon jest od spodu jaśniejszy.

### Tryb życia

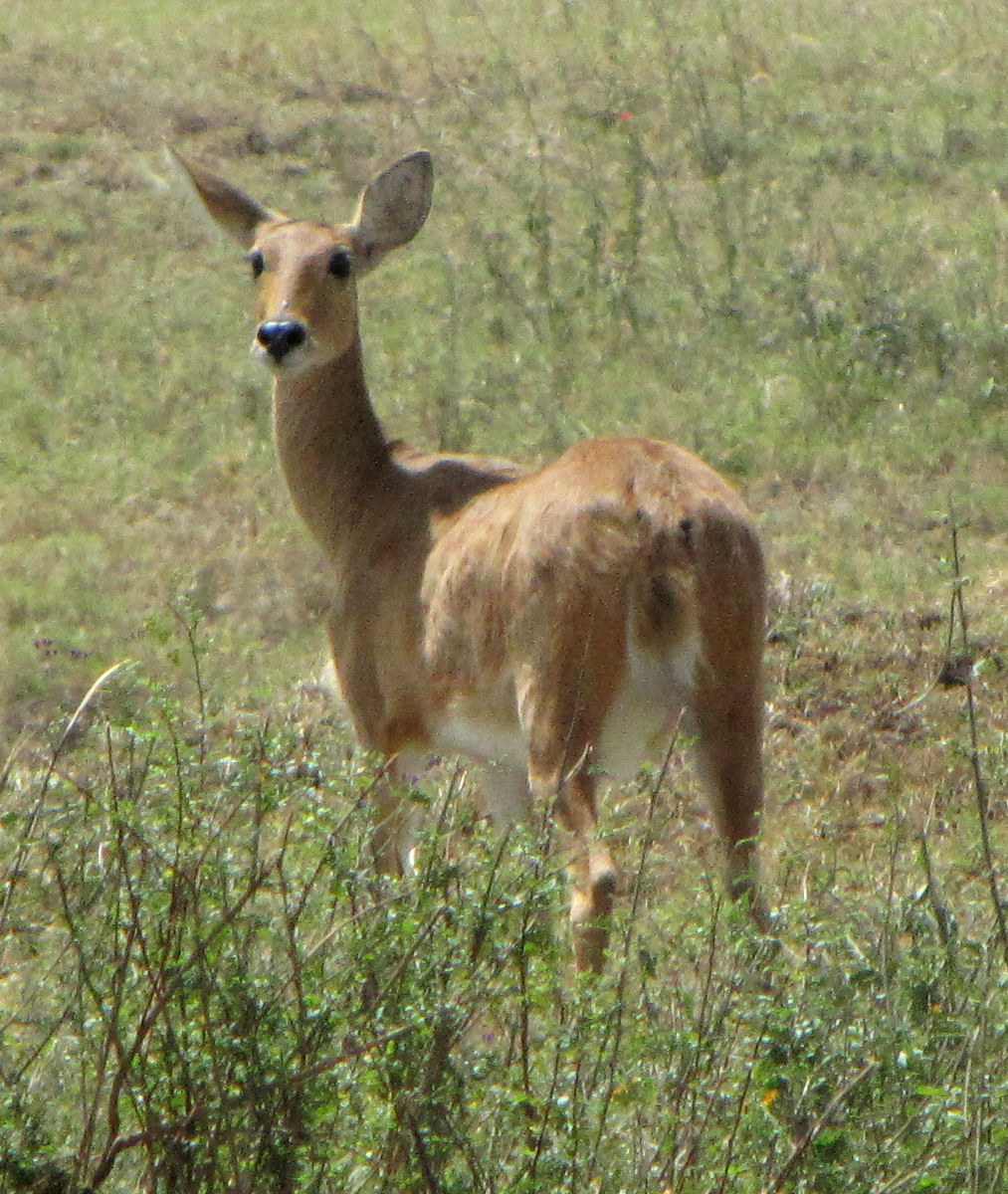
Samica ridboka zwyczajnego; Serengeti, Tanzania

Żyją pojedynczo, parami lub tworzą luźne stada. Zajmowane terytoria nie są znaczone zapachami. Ridboki zwyczajne regulują relacje sąsiedzkie za pomocą sygnałów głosowych. Obszar zajmowany przez samca może obejmować areały osobnicze kilku samic. Agresja samców skierowana jest bardziej na osobniki zagrażające samicom, niż naruszające zajmowane terytorium.
Samice z młodymi formują grupy na obszarach z niewystarczającą ilością dostępnych kryjówek. Młode dorastają wewnątrz obszaru matki, po czym młode samce łączą się w grupki 2–3 osobników. Starsze samce zwykle wędrują samotnie.
W okresie suszy grupy ridboków zwyczajnych łączą się w większe stada w pobliżu źródeł wody. Takie zgrupowania mogą liczyć setki osobników.
Ridboki zwyczajne są zwierzętami roślinożernymi. Żywią się głównie trawami. Spotykano je na uprawach zbóż.

### Rozród
Samice ridboka zwyczajnego osiągają dojrzałość płciową w wieku około 2 lat, czasem wcześniej, a samce w wieku 3 lat. Po 7,5-miesięcznej ciąży samica rodzi jedno, rzadko dwa młode, które przez osiem tygodni pozostają w ukryciu, a następnie formują grupy rówieśnicze. Przez 8-9 miesięcy utrzymują silne więzi z matką. Młode po urodzeniu mają ciemniejsze niż rodzice ubarwienie i dłuższe owłosienie.

## Podgatunki
- Redunca redunca redunca – Burkina Faso i Benin[5]
- Redunca redunca bohor – Etiopia i Sudan[6]
- Redunca redunca cottoni – Sudan i Etiopia[7]
- Redunca redunca nigeriensis Blaine – Nigeria, Kamerun, Republika Środkowoafrykańska, Czad, Kongo[8]
- Redunca redunca wardi Thomas – Uganda, Demokratyczna Republika Konga, Kenia i Tanzania[9]

## Znaczenie
Z powodu cenionego przez myśliwych poroża ridboki zwyczajne były w przeszłości poławiane przy użyciu psów naganiających te zwierzęta w sieci.

## Zagrożenia i ochrona
W Czerwonej księdze gatunków zagrożonych Międzynarodowej Unii Ochrony Przyrody i Jej Zasobów został zaliczony do kategorii LC (last concern – niższego ryzyka).